# 涙の種、笑顔の花
『涙の種、笑顔の花』（なみだのたね、えがおのはな）は、中川翔子の8作目のシングル。2009年4月29日にリリース。

## 作品概要
- CDのみ盤、CD+DVD盤、グレンラガン盤の3つの仕様となっている。
- カップリングにはsupercell コンポーザーryoによる「午前六時」を収録。
- CDのみ盤、CD+DVD盤は、「ミルキィkiss」を　グレンラガン盤は、「空色デイズ -天元突破EDITION 螺厳篇-」をそれぞれ収録。
- オリコン週間シングルチャートでは第4位となり、6作連続のTOP10入り。
- 涙の種、笑顔の花はグレンラガンに登場する「ニア」をイメージして作られた曲。[1]

## 収録曲
通常盤（CDのみ）
1. 涙の種、笑顔の花
作詞：meg rock／作曲：黒須克彦／編曲：nishi-ken
2. 午前六時
作詞・作曲・編曲：ryo
3. ミルキィkiss
作詞：meg rock・中川翔子／作曲：福本公四郎／編曲：齋藤真也
4. 涙の種、笑顔の花-Instrumental-

CD+DVD盤
- Disc-1：CD （上記通常盤と同じ）
- Disc-2：DVD

1. 涙の種、笑顔の花 PV
2. Making of 涙の種、笑顔の花

グレンラガン盤
1. 涙の種、笑顔の花
2. 午前六時
3. 空色デイズ -天元突破EDITION 螺厳篇-
4. 涙の種、笑顔の花 -Movie Edit-

## 仕様
CD+DVD盤
- 初回限定仕様：「グレンラガン」オリジナルデカラベルステッカー(typeA)

通常盤
- 初回限定仕様：「グレンラガン」オリジナルデカラベルステッカー(typeB)

グレンラガン盤
- 期間生産限定盤は6月30日までの期間生産限定盤

## タイアップ
涙の種、笑顔の花
- 映画『劇場版 天元突破グレンラガン 螺巌篇』主題歌

午前六時
- NHK総合『パフォー!』エンディングテーマ（シングル）
- TBS系テレビ 全国ネット『飛び出せ!科学くん』エンディングテーマ（アルバム）

## 楽曲の収録アルバム
- Cosmic ♬ Inflation
- しょこたん☆べすと--(°∀°)--!!